# Parti
Parti, iranski istočnoiranski narod koji se pod imenom Parni javlja kao jedno od tri plemena konfederacije Dahae. Odvojivši se od ostatka konfederacije, iz središnje Azije upadaju na područje Iranske visoravni (pokrajina Partija), i osnivaju Partsko Carstvo pod vodstvom Arsaka I. Održala se od 247. pr. Kr. do 228. godine.

## Povijest
Oko 3. stoljeća pr. Kr. Parti su se naselili u području koje su nazvali Partija, a koje se nalazilo na sjeveroistoku Kaspijskog mora. Uključeno je u XVI. satrapiju Perzijskog Carstva, a nakon osvajanja Aleksandra Velikoga prešlo je u ruke Seleukidima. Među većim gradovima bili su Hekatompil, Ktezifont i Seleukija. Parti nikad nisu potpuno napustili svoje korijene i nisu bili dobronamjerni prema helenizmu.
Dinastiju Arsakida zasnovao je Arsak I., koji se proglasio kraljem oko 250. godine pr. Kr. Njegovi su nasljednici bili Tiridat, koji je postavio za glavni grad Hekatompil (Hecatompylus), te Artaban I. i Fraat I.
S Mitridatom I. (otprilike 175. – 138.), koji je uzeo titulu "kralja kraljeva", kraljevstvo Partije prostiralo se od Kaspijskog mora do Perzijskog zaljeva, uključujući Mediju, Perziju, Asiriju i Babiloniju.
Mitridat II. (otprilike 128. – 88.) načinio je od Partije važnu tranzitnu zemlju na "Putu svile". Zbog sukoba s Tigranom, vladarom Armenije, povijest se Parta ispreplela s rimskom, a između dvije sile započeo je stoljetni sukob. General Surena pobijedio je Marka Krasa u bitci kod Harana (53. pr. Kr.). Nakon što je u borbama između Cezara i Pompeja ostao neutralan, podržao je kasnije Cezarove ubojice, ali ga je porazio Ventidije Bas (38.).
Fraat IV. (37. – 2. godine pr. Kr.) odbio je Antonija 36. godine, a potom je tražio dogovor s Augustom. Vonon I., nakon što je postao kralj zahvaljujući Augustovoj podršci, naslijedio je Artaban III. (10. – 40.), koji je na prijestolje Armenije postavio jednog od svojih sinova, isprovociravši tako Tiberijevu reakciju, koji je pokrenuo vojni pohod protiv njega. Hosroj (otprilike 107. – 131.) više je puta bio pobjeđen od Trajana, koji je 116. na partsko prijestolje postavio Partamaspata. No, Hadrijan je naknadno morao vratiti Hosroju veći dio njegova teritorija (123.). Za vrijeme vladavine Vologeza III. (148. – 191.) i Vologeza IV. (otprilike 191. – 209.) kraljevstvo Parta napali su Rimljani, koji su povratili Armeniju. Artaban V. isposlovao je od Makrina (217.) povratak svoga brata Tiridata na armensko prijestolje; no, Perzijanac Artakserkso pokrenuo je pobunu u kojoj je Artaban ubijen (226.). Tako je začeto kraljevstvo Sasanida, čija je povijest dio one perzijske. U Armeniji je dinastija Arsakida nastavila vladati do 428. godine.

## Vanjske poveznice
- Parthian Geography  Arhivirana inačica izvorne stranice od 17. veljače 2008. (Wayback Machine)